# Union des forces du changement (république démocratique du Congo)
Pour les articles homonymes, voir Union des forces du changement.
L’Union des forces du changement (en abrégé UFC) est un parti politique en la république démocratique du Congo. Son président est Léon Kengo et son secrétaire général Michel Bongongo. Le parti est créé le 24 juillet 2011, pour l’élection présidentielle de 2011.